# Kometa typu Enckego
Kometa typu Enckego – kometa krótkookresowa należąca do grupy komet o obiegu krótszym niż okres obiegu Jowisza.
Według definicji Levisona i Duncana są to komety, których półoś wielka jest mniejsza niż półoś wielka Jowisza  (a<aJowisza) oraz parametr  Tisseranda jest większy od 3 (TJ>3). Nazwa komet typu Enckego pochodzi od komety Enckego, pierwszej poznanej komety o tak krótkim okresie obiegu. Komety tego typu nie pochodzą od jednego wspólnego przodka.

## Przykłady
- 2P/Encke
- 74P/Smirnova-Chernykh
- 94P/Russell
- 111P/Helin-Roman-Crockett
- 129P/Shoemaker-Levy
- 147P/Kushida-Muramatsu